# Fairbourne
Fairbourne är en ort i Storbritannien.   Den ligger i kommunen Gwynedd och riksdelen Wales, i den södra delen av landet, 300 km väster om huvudstaden London. Fairbourne ligger 3 meter över havet och antalet invånare är 721.
Terrängen runt Fairbourne är kuperad. Havet är nära Fairbourne västerut. Runt Fairbourne är det ganska glesbefolkat, med 45 invånare per kvadratkilometer. Närmaste större samhälle är Dolgellau, 12,5 km öster om Fairbourne. Trakten runt Fairbourne består i huvudsak av gräsmarker.